# 長瀬駅 (長野県)
長瀬駅（ながせえき）は、長野県小県郡丸子町長瀬（開業時は旧・小県郡長瀬村、現・上田市長瀬）にあった上田丸子電鉄丸子線の駅（廃駅）である。丸子線の廃線に伴い1969年（昭和44年）4月20日に廃駅となった。

## 歴史
- 1918年（大正7年）11月21日：丸子鉄道大屋駅（後の電鉄大屋駅） - 丸子町駅間開通に伴い開業[1][2][3]。一般駅[4]。
- 1943年（昭和18年）10月21日：交通統合に伴い上田丸子電鉄丸子線の駅になる[1][3]。
- 1969年（昭和44年）4月20日：丸子線の廃線に伴い廃止となる[1][2][3]。

## 駅構造
廃止時点で、島式ホーム1面2線を有する地上駅で、列車交換が可能な交換駅であった。
職員配置駅となっていた。

## 駅周辺
丸子鉄道が開通した際の沿線自治体は、小県郡神川村（大屋駅）、塩川村（信濃石井駅）、長瀬村（長瀬駅）、丸子町（下丸子駅、中丸子駅、上丸子駅、丸子町駅）の3町村で、当駅は開業当時唯一の長瀬村の駅であった。これは設置された場所が村唯一の集落であったことを考えると仕方がなかったといえる。駅附近には村役場（丸子町編入後廃庁）と尋常高等小学校（戦中は国民学校、戦後は小中学校となるが中学校が依田村の中学校と統合して組合立（後に丸子町立）依田川中学校となり消滅し（依田川中学校は丸子町編入後丸子町立となった塩川中学校と合併し丸子北中学校（現・上田市立）となる）、小学校が残り、小学校は丸子町編入後同じく町立となった依田小学校と合併し丸子北小学校（現・上田市立）となり消滅）があり村の中心地としての示点となっていた。
しかし駅が設置された後、南部の大字上長瀬、北部の大字下長瀬にも集落が出来るようになると不便さを訴える村民が出て来たため、1934年（昭和9年）4月15日に当駅が、丸子町編入後の1956年（昭和31年）3月には下長瀬駅が新設された。長瀬村内にあった駅は後に新設された駅も含めて駅舎を有し駅員が切符を販売していたが、当駅のみが交換設備を有し中心部の駅の名残を留めていた。
- 国道152号
- 長野県道169号南原長瀬線
- 長瀬郵便局
- 依田川

## 駅跡
1975年（昭和50年）頃までは駅舎が残っていたがその後解体され、2010年（平成22年）10月時点では、駅附近にあった農協倉庫が1つを残しJA丸子法事センターとなっていた。
丸子町駅附近から電鉄大屋駅附近までの線路跡は上田市道(旧丸子町の区間は2006年（平成18年）の合併前は丸子町道)となっている。
この道路は舗装されており、駅周辺の鉄道施設は跡形も無くなっている。

## 隣の駅
上田丸子電鉄
丸子線
下長瀬駅 - 長瀬駅 - 上長瀬駅